# سر تلي (الريف الغربي)
سر تلي (بالفارسية: سرتلی) هي منطقة سكنية تقع في إيران في قسم الريف الغربي الريفي. يقدر عدد سكانها بـ 230 نسمة بحسب إحصاء 2016.